# Partido Laborista Brasileño
El Partido Laborista Brasileño (en portugués Partido Trabalhista Brasileiro (PTB) fue un partido político brasileño fundado en Río de Janeiro el 15 de mayo de 1945 e inspirado en Getúlio Vargas, presidente de Brasil entre 1934 y 1945, y más tarde, entre 1951 y 1954, cuando se suicidó. Además, el PTB tiene también sus raíces en un movimiento popular denominado "queremismo", cuya consigna era Queremos Getúlio. Además del papel de Getúlio Vargas, la fundación del PTB fue articulada por su Ministro de Trabajo, Alexandre Marcondes Filho.
Su existencia puede dividerse en dos etapas: el periodo democrático comprendido entre 1945 y 1965; y el iniciado luego del proceso de apertura política que comenzó en 1974.
Durante su primera etapa de existencia, formó junto al Partido Social Democrático el frente pro-getulista en apoyo a Vargas, en oposición a la Unión Democrática Nacional.
En el segundo periodo apoyó a varios Gobiernos, entre ellos el de Fernando Henrique Cardoso y el de Luiz Inácio Lula da Silva. El partido ha mostrado recientemente un fuerte apoyo al gobierno de Jair Bolsonaro.

### Fusión con Patriota
En 2022, el partido no logró superar la cláusula de barrera en las elecciones generales. En consecuencia, el 26 de octubre de 2022, una convención nacional aprobó su fusión con el partido Patriota, para que el partido resultante pudiera seguir recibiendo recursos del fondo del partido y tener acceso a tiempo de publicidad electoral en televisión y radio. El nuevo partido se denomina Partido de Renovación Democrática (PRD), utilizando el número 25. La fusión fue aprobada por el Tribunal Superior Electoral el 9 de noviembre de 2023.

## Resultados electorales

### Elecciones presidenciales
|  | 55,4 % |

|  | 48,7 % |

|  | 35,7 % |

|  | 32,9 % |

|  | 72,4 % |

|  | 0,6 % |

|  | 54,3 % |

|  | 53,1 % |

|  | 12,0 % |

|  | 48,6 % |

|  | 60,8 % |

|  | 32,6 % |

|  | 44,0 % |

|  | 33,6 % |

|  | 48,4 % |

|  | 4,76 % |

|  | 0,0 % |

### Elecciones parlamentarias
|  | 10,2 % |

|  | 16,5 % |

|  | 15,7 % |

|  | 15,9 % |

|  | 14,2 % |

|  | 4,4 % |

|  | 4,5 % |

|  | 5,6 % |

|  | 5,2 % |

|  | 5,7 % |

|  | 4,6 % |

|  | 4,7 % |

|  | 4,2 % |

|  | 4,0 % |

|  | 2,1 % |